# Cleopatra (pel·lícula de 1912)
Cleopatra és una pel·lícula muda històrica dirigida per Charles L. Gaskill i protagonitzada per Helen Gardner. Es tracta de la primera pel·lícula de la Helen Gardner Picture Players la primera productora muntada per una actriu i també de la primera pel·lícula nord-americana de 6 bobines. La pel·lícula, basada en l'obra de teatre homònima de Victorien Sardou, es va estrenar el 13 de novembre de 1912.

## Argument
Pharo és un jove esclau grec, bell i culte, que està pescant quan és portat davant Cleòpatra, la sobirana d'Egipte. Aquesta li ofereix deu dies d'amor, amb la condició que es suïcidarà al final d'aquest període. Ventidius, un soldat romà, entrega a Cleòpatra l'ordre de reunir-se amb Marc Antoni, general romà, a Tarso per respondre de l'acusació de conspiració. Embruixat per la bellesa de Cleòpatra, Marc Antoni es queda amb ella fins que rep la notícia de la mort de la seva dona Flavia. Tornant a Roma, Marc Antoni es casa per motius polítics amb Octàvia, la germana d'Octavi. Malgrat la ràbia que sent per la infidelitat del seu amant, Cleòpatra s'afanya a anar a Actium quan s'assabenta que la flota de Marc Antoni està assetjada. Tot i això, la marina de Cleòpatra acaba abandonant Actium, deixant afeblit Marc Antoni davant d'Octavi. Marc Antoni és derrotat i es suïcida. Cleòpatra també ho fa pressionant un serp sobre el seu pit per evitar ser exhibida a Roma.

## Repartiment
- Helen Gardner Cleopatra
- Mr. Howard (Pharon, esclau grec pescador
- Charles Sindelar Marc Antoni
- James R. Waite (Venditius, soldat romà)
- Mr. Osborne (Diomedes, egipci ric)
- Harry Knowles (Kephren, capità de la guàrdia)
- Mr. Paul (August)
- Mr. Brady (Serapian, sacerdot egipci)
- Mr. Corker (Ixias, servent de Ventidius)
- Pearl Sindelar (Iras - An attendant
- Miss Fielding (Charmian - An attendant
- Miss Robson (Octàvia Menor)
- Helene Costello (Nicola, nena)